# Centralia (Missouri)
Pour les articles homonymes, voir Centralia.
Centralia est une ville des comtés d'Audrain et de Boone, dans le Missouri, aux États-Unis,. Située à la limite des deux comtés, elle est incorporée en 1867.

## Démographie
Lors du recensement de 2010, la ville comptait une population de 4 027 habitants. Elle est estimée, en 2016, à 4 192 habitants.

## Source de la traduction
- (en) Cet article est partiellement ou en totalité issu de l’article de Wikipédia en anglais intitulé « Centralia, Missouri » (voir la liste des auteurs).